# Rapala refulgens
Rapala refulgens är en fjärilsart som beskrevs av De Nicéville 1891. Rapala refulgens ingår i släktet Rapala och familjen juvelvingar. Inga underarter finns listade.

## Bildgalleri

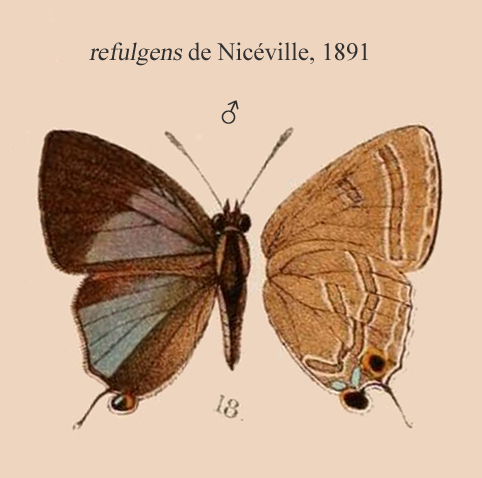